# ILiFE!
iLiFE!（アイライフ）は、日本の女性アイドルグループ。imaginate所属。所属レーベルはCROSS SIDE MUSIC。2020年結成。imaginate所属の女性アイドルグループで構成される「HEROINES」の一員でもある。ここまで。ヒロインズリーグは2024年9月現在1部。
キャッチコピーは「私（i）と貴方（!）で作るアイドル（i）ライフ（LiFE）」。ファンの呼び名は「アイライファー」。
2022年発表の楽曲「アイドルライフスターターパック」がTikTokで流行し、ミュージックビデオが1000万再生を突破、楽曲や関連ワードが後述の各種ランキング調査にランクインするなど、従来のアイドルファンのみならずZ世代を中心とする一般層にもリーチする人気を獲得している。

## 来歴
「私（i）と貴方（!）で作るアイドル（i）ライフ（LiFE）」をキャッチコピーとする5人組として、2020年6月に活動開始。
2022年6月に発表した楽曲「アイドルライフスターターパック」がTikTokで人気となり、「地雷系・量産型トレンドランキング2022」（Lafary）TikTok楽曲部門3位、「渋谷トレンドリサーチ2022年冬の特大号」（アイ・エヌ・ジー）で今年一番流行った楽曲9位にランクインした。また、同曲の歌詞「好きが止まらない！俺もー！」が「2022年ティーンが選ぶトレンドランキング」（マイナビティーンズラボ）コトバ部門8位にランクインしている。
2023年に1月には「アイドルライフスターターパック」を収録した初のCDアルバム『アイライフスターターパック』をリリースし、1月18日付のBillboard JAPAN総合アルバムチャート「HOT Albums」で9位、1月23日付オリコン週間アルバムランキングで7位にランクインした。
「アイドルライフスターターパック」は、歌詞の中にアイドルのライブで用いられるコールやMIXなどがそのまま書かれており、ライブ現場では「コールの取扱説明書」のように機能している。このように、曲の展開、コールや振りコピをそのまま歌詞にした特徴的な楽曲スタイルは「『アイドルライフ』シリーズ」として継続的に展開され、2023年には第2弾として「アイドルライフブースターパック」が、2024年には第3弾として「アイドルライフエクストラパック」が発表されている。これらはいずれもMedansyが作詞作曲を担当している。
2024年10月公表の「渋谷トレンドリサーチ 推し活に関するトレンド調査」（アイ・エヌ・ジー）では「推している日本の女性アイドルは？」の項目においてグループ自身が第5位にランクインした。
結成当初は5人組であったが、以来メンバーの脱退・卒業と加入を多数繰り返している。2024年9月には元ZOCの那蘭のどか（なら のどか）が10社以上の芸能事務所による争奪戦を経て加入し話題を呼んだ。2025年1月には空詩かれん（そなた かれん）が正式メンバーとして、こるね（のんふぃく！）がサポートメンバーとしてそれぞれ加入し、8人体制となった。
2025年8月27日には初の日本武道館ワンマンライブの開催を予定している。

## 評価

### 「アイドルライフ」シリーズへの評価
上述の楽曲「アイドルライフスターターパック」は、コロナ禍のアイドルライブにおいてコールやMIXなどの声出しが規制されたことを背景として、規制緩和後、初めてアイドルのライブで声出しをする新規ファン層からの需要に応えたことが注目されている。また、同楽曲を始めとする「アイドルライフ」シリーズが持つメタ的構造に着目した論評もなされている。
「アイドルライフスターターパック」は2022年度『アイドル楽曲大賞』インディーズアイドル楽曲部門第9位にランクインしており、「アフタートーク」としてRealSoundが開催した座談会において同楽曲も取り上げられている。この座談会で音楽評論家の宗像明将は、コロナ禍以降のアイドルライブで初めて声出しをするアイドルファンとの関係に着目し、
現場ではタイトル通り“スターターパック”として機能している。そういった価値観は認めたほうがいいんじゃないかと。
と評価している。一方でガリバーは、同じく初めて声出しをするファンからの需要について、
2022年にこういったスタンダードなMIXがチュートリアル的にありなんだと衝撃を受けました。（中略）これから声出しをしようとしている人たちがたくさんいて、そのニーズに応えたというのは面白い現象だなと思いました。
とコメントしている。ここまで
音楽ライターの冬将軍も同様に「アイドルライフスターターパック」がコロナ禍及びアフターコロナにおけるアイドルシーンの状況にマッチしたことがヒットの要因にあると分析し、次のように述べている。
ヲタクが勝手にやっているコールやMIXをアイドル本人が楽曲として歌うなんて、考えはついても正直誰も絶対にやりたくなかったことだろう。しかしながら、時はコロナ禍。観客は声を出せない状況である。ならば演者自らが声を出してしまえという逆転的発想が見事に当たった。振り付けを担当した、いどみん氏のキャッチーな振りもあって、TikTokでじわじわと広がっていったわけだ。（中略）さらにはアフターコロナによる声出し解禁も大きな後押しになった。—冬将軍、「偶像音楽 斯斯然然」第121回、
ライターの真貝聡は「アイドルライフエクストラパック」まで3曲の「アイドルライフ」シリーズの特徴である、楽曲展開やコールをメタ的に扱った構造について、「岡崎体育『MUSIC VIDEO』やアニメ『てさぐれ!部活もの』オープニングテーマに近い」と分析し、同シリーズのMVが「スターターパック」の1000万回突破を始めとしてそれぞれ高い再生数を記録していることに関して「iLiFE!独自の楽曲スタイルが世間に認知されつつあることを証明した」と評している。
アイドルファンとして知られる芸人の寺田寛明は、自身のアイドルコラム連載で、東京アイドル劇場に出演した10代の地方ソロアイドルがカバーで披露した曲が「アイドルライフスターターパック」を含め全てメタ曲であったというエピソードを紹介し、「地方の10代の子がこの3曲を選ぶってことは、もうそういう曲しか伝わってないんだろうなっていう。」とコメントしている。これに応えたインタビュアーの山下剛一は「iLiFE!の成功が1番大きいんでしょうね。今年の関ヶ原とかで、全然知らないグループ見てても、メタアイドル曲はすっごい増えた印象でした。」とiLiFE!のメタ楽曲が与えたアイドルシーンへの影響を説明している。

### グループへの評価
上述のライター冬将軍は自身の連載『偶像音楽斯斯然然』で複数回にわたってiLiFE!を取り上げており、既存アイドルファンではない新規層へリーチする戦略や、ライブパフォーマンスに対して以下のように評価を行っている。
集客戦略に関しての評価では、ストーリー性を想像させるアーティスト写真や、そのアーティスト写真の公開条件としてリポスト数のハードルを設けるという拡散目的のUGC的展開について、「今や多くのグループが指標としている手法である」と位置付けている。
また、対バンイベントに出演し、既存アイドルファンを自グループの動員へ繋げる従来のライブアイドルのやり方に対して、iLiFE!は「“地下アイドルのライブの魅力、アイドルを推すことはこんなにも楽しいんですよ”ということを、一般層をはじめ幅広いところへ向けて高々と示している」とし、グループの母体であるHEROINESが定期的に主催しているイベント（HEROINES FES）やiLiFE!自身の主催イベント（iLiVE!）が、そうした新規層の受け皿となる気軽に行けるライブとして機能していると分析している。
ライブパフォーマンスについて、2022年9月当時のメンバーに対しては「全員が歌える実力派集団」と評価。2023年5月の甘音ゆあ脱退、同7月のオリジナルメンバー2人の卒業という一連の流れを「グループ最大ともいえる危機」としつつ、響羽リズ（おとは りず）らのサポート期間と新メンバー加入を経た2023年12月時点の9人体制メンバー
に対しては「ライブのクオリティが下がるどころか上がることになり、“iLiFE!のライブは楽しい”というこれまでのイメージは損なわれることなく、むしろより拡大した」と好評している。

## 略年表

### 2020年
- 6月5日、グループ発表[26]。
- 6月27日、渋谷ストリームホールにてプレデビューLIVEを開催（無観客）。
- 7月19日、Veats SHIBUYAにて有観客（90名限定）のデビューLIVE開催。
- 12月20日、心咲めい卒業[27]。

### 2021年
- 2月22日、双葉りつ卒業[28]。
- 2月25日、心花りり、有栖るな加入発表。
- 3月12日、新体制お披露目LIVE「Brand new LiFE!」（新宿BLAZE）開催。
- 8月18日、初音源となる「むげんだいすき」配信リリース[29]。
- 8月28日、桜餅ふゆ卒業[30]。
- 11月27日 - 30日、新メンバー・琥珀しえる、向日えな、甘音ゆあ発表。
- 12月15日、新体制お披露目単独公演「START with YOU」〜きみとはじめるiLiFE!〜（新宿BLAZE）開催。

### 2022年
- 4月1日、iLiFE!公式からあいす加入のツイート[31]があったが、エイプリルフールの嘘だった[32]。
- 5月25日、琥珀しえる卒業。
- 6月2日、「アイドルライフスターターパック」MV公開[33]。同日「HEROINES FES」（CLUB CITTA'）で初披露[34]。
- 7月11日、あいす加入発表[35]。
- 7月14日、2周年ワンマンライブ「iLiVE MY LiFE!」（CLUB CITTA'）開催。
- 7月26日 - 8月19日、初の東名阪ツアー「Hands Up!」開催。

### 2023年
- 1月10日、初のCDとなるアルバム『アイライフスターターパック』リリース。1月18日付のBillboard JAPAN総合アルバムチャート「HOT Albums」で9位[12]、1月23日付オリコン週間アルバムランキングで7位[13]にランクイン。
- 1月25日、Zepp DiverCity (TOKYO)にて、ワンマンライブ「KiSEK!〜君と出逢えた奇跡と、君と歩んで来た軌跡〜」開催。
- 4月20日、iLiFE!公式Twitterのフォロワーが4万人を突破したことを記念し、公式サイトを開設[36]。
- 5月3日、契約違反により、メンバーの甘音ゆあがグループを脱退[37][38]。
- 5月3日 - 6月8日、Zepp5大都市ツアー「TRAVELiFE!」を開催[39]。
- 5月9日、iLiFE!公式Twitterにて、新メンバーオーディションを開催することを発表[40]。また、響羽リズが新メンバー加入までの間、サポートメンバーとして加入[41][42]。
- 6月19日、深月らむと天羽しおりが3周年AnniversaryLIVEをもって卒業することを発表 [43]。
- 7月13日、iLiFE!公式Twitterにて、福丸うさが響羽リズと同様新メンバー加入までの間、サポートメンバーとして加入することを発表。
- 7月21日‐7月25日、新メンバー追加オーディションの募集がされる。
- 8月19日、iLiFE!公式Twitterにて、福丸うさが正式メンバーとして加入することを発表[44]。
- 9月24日、響羽リズのサポート期間終了[45]。
- 9月25日、新体制お披露目ライブ開催。新メンバーとして華瀬まい、若葉のあ、日日にこり、涼芽なのが加入。
- 12月31日、第7回ももいろ歌合戦に初出場。

### 2024年
- 1月4日、過去の行動によりファンを不安にさせたこと、及びメンバーにも大きな負担や心配を掛けたことを理由とし、華瀬まいが正規メンバーからiLiFE!候補生に降格[46]。
- 5月3日、華瀬まいがiLiFE!のライブから離脱[47]。
- 5月5日、「HEROINES FES」動員および観客投票で1位となり、6月から始まるヒロインズリーグでは1部に所属。また、iLiFE!候補生がお披露目される。
- 7月28日、華瀬まいがiLiFE!新メンバー投票で1位となり正規メンバーに昇格[48]。
- 8月16日、向日えな、涼芽なのが9月1日に豊洲PITにて行われる卒業公演をもって卒業することが発表[49]。
- 9月1日、向日えな、涼芽なの卒業。
- 9月28日、那蘭のどか加入発表[19]。
- 10月14日、2025年の日本武道館ワンマンライブ開催を発表[50]。
- 10月28日、iLiFE!候補生内の未成年メンバーの喫煙が発覚し、同グループの現体制終了を発表[51]。喫煙禁止場所での喫煙を制止する義務を行わなかったとし、華瀬まいにも処分が科せられた[51]。

### 2025年
- 1月8日、華瀬まいがJAPANLiFE!ツアーファイナル東京公演をもって脱退。
- 1月12日、契約違反により、日日にこりが脱退[52]。
- 1月20日、あいす生誕前夜祭にて、新メンバー空詩かれんが加入することを発表[53]。
- 1月21日、サポートメンバーとしてこるねが加入することを発表[54]。
- 3月9日、有栖るな卒業[55]。
- 4月26日、新メンバーオーディションにて、ジェニ(仮)、こぐま(仮)、れいんぼー(仮)の合格を発表[56]。
- 5月9日 - 11日、上記の各メンバーが純嶺みき、小熊まむ、虹羽みにとして加入することを発表[57][58][59]。
- 6月10日、こるねのサポート期間終了[60]。

## メンバー
| 名前                      | 生年月日               | 血液型 | 身長    | 出身地   | 担当カラー | 備考 |
| ------------------------- | ---------------------- | ------ | ------- | -------- | ---------- | --- |
| 心花 りり このか りり     | 1999年5月19日（26歳）  | A      | 156 cm  | 宮城県   | 赤色       | 3代目リーダー 2021年2月25日加入発表 2022年6月よりGILTY × GILTY兼任 元 リンクSTAR's（上村まり）(2016年3月31日～2016年12月30日) 元 ゆめいろHiLiT!（上村まりの）(2019年5月15日～2020年9月28日) |
| あいす                    | 2006年1月23日（19歳）  | O      | 151 cm  | 東京都   | 白色       | i-COLメンバー(2021年5月～) 2022年7月11日加入発表（兼任） |
| 福丸 うさ ふくまる うさ   | 2004年1月26日（21歳）  | A      | 159 cm  |          | 黄色       | 2023年7月13日サポートメンバーとして加入発表（ZUTTOMOTTO兼任） 2023年8月19日正式メンバー加入発表 元ZUTTOMOTTO(2023年2月9日～2023年9月1日)                                                    |
| 若葉 のあ わかば のあ     | 2008年7月7日（17歳）   | A      | 164 cm  | 岐阜県   | 緑色       | 2023年9月12日加入発表 |
| 那蘭 のどか なら のどか   | 2005年10月12日（19歳） | A      | 164 cm  | 愛知県   | ピンク     | 2024年9月28日加入発表元 ZOC（鎮目のどか）（2021年5月13日～2024年3月31日） |
| 空詩 かれん そなた かれん | 2000年7月10日（25歳）  | A      | 155 cm  | 東京都   | 青色       | 2025年1月20日加入発表 元 monogatari（福本カレン）（2016年3月3日～2020年2月16日） |
| 虹羽 みに こはね みに     |                        |        | 150 cm  |          | 水色       | 2025年5月9日加入発表 グループ最年少15歳 |
| 純嶺 みき すみれ みき     | 2003年1月12日（22歳）  | BかO   | 164.5cm | 神奈川県 | 紫色       | 2025年5月10日加入発表 |
| 小熊 まむ こぐま まむ     | 2004年12月23日（20歳） | A      | 165.9cm | 長野県   | オレンジ   | 2025年5月11日加入発表 |

### 旧メンバー
| 名前                      | 誕生日                 | 身長     | 出身地   | 担当カラー  | 備考 |
| ------------------------- | ---------------------- | -------- | -------- | ----------- | --- |
| 心咲 めい こころ めい     | 2000年1月12日（25歳）  |          |          | 紫色        | オリジナルメンバー 2020年12月20日卒業 現BLACKNAZARENE(乃上楓) 元妄愛グラビティ（小梅コロ） ミスiD2021ファイナリスト |
| 双葉 りつ ふたば りつ     | 2004年1月30日（21歳）  |          | 北海道   | 緑色        | オリジナルメンバー 2021年2月22日卒業 卒業後rosé collage加入 |
| 桜餅 ふゆ さくらもち ふゆ | 1997年5月8日（28歳）   |          |          | ピンク      | オリジナルメンバー、初代リーダー 2021年8月28日卒業 元妄愛グラビティ |
| 琥珀 しえる こはく しえる | 2001年9月13日（23歳）  | 148 cm   |          | 白色        | 2021年11月27日加入発表 2022年5月25日卒業 現イマドキ撮影会モデル(清水れい) |
| 甘音 ゆあ あまね ゆあ     | 2007年3月22日（18歳）  | 160 cm   |          | 黄色        | 2021年11月30日加入発表 2022年5月2日BLK LiLiY兼任 2023年5月3日脱退 |
| 深月 らむ みづき らむ     | 2000年10月9日（24歳）  | 152 cm   | 東京都   | 青色        | オリジナルメンバー、2代目リーダー 2023年7月12日卒業 |
| 天羽 しおり あも しおり   | 2001年12月10日（23歳） | 155 cm   | 岐阜県   | 黄色 → 緑色 | オリジナルメンバー 2023年7月12日卒業 2025年、HEROINESの新グループに加入 女子高生ミスコン2017セミファイナリスト |
| 響羽 リズ おとは リズ     | 9月26日                | 154 cm   |          | 黒色 → 緑色 | 2023年5月9日サポートメンバーとして加入発表 HEROINES総監督。AdamLilith兼任、BLK LiLiY元メンバー 2023年9月24日兼任終了 |
| 向日 えな ひなた えな     | 2002年3月24日（23歳）  | 150.6 cm | 群馬県   | 桃          | 2021年11月28日加入発表 2024年9月1日卒業 元東京23区ガールズ（渋谷はち）(2020年1月5日～2021年09月25日) |
| 涼芽 なの すずめ なの     | 2003年11月29日（21歳） | 153 cm   | 愛知県   | 水色        | 2023年9月8日加入発表 2024年9月1日卒業 元 第3回 AKB48グループ ドラフト会議 候補者 HKT48第５期生オーディション 候補生(やかましぃちゃん) 元 Kore:ct（恋遙ひより） 元 コレって恋ですか?（恋遙ひより）                                                                                |
| 華瀬 まい はなせ まい     | 2002年4月15日（23歳）  | 153 cm   | 宮城県   | 青色        | 2023年9月10日加入発表 2024年1月4日付で正規メンバーからiLIFE!新メンバー候補生に降格 2024年5月3日iLiFE!のライブから離脱、5月5日よりiLiFE!候補生（リーダー）として活動 2024年7月30日に投票の結果により正規メンバーへ昇格 2025年1月8日脱退 元東北ゴールデンエンジェルス2021（REIHA） |
| 日日 にこり ひび にこり   | 2006年9月30日（18歳）  | 153 cm   | 富山県   | オレンジ    | 2023年9月9日加入発表 2025年1月12日脱退元 GIRLSDINNING 元 SO.ON project TOKYO（浅井瑠那） 元 富山PRガール(仮)（月兎ルナ）、元謎ファイルとやま観光（RUNA） |
| 有栖 るな ありす るな     | 2000年5月13日（25歳）  | 160 cm   | 埼玉県   | 紫色        | 2021年2月25日加入発表 元 花いろは (葉月れいか)(2020年3月21日～2020年6月30日) 2024年9月19日から無期限の活動休止 2025年3月9日卒業 |
| こるね                    | 2002年4月23日（23歳）  | 157 cm   | 神奈川県 | オレンジ    | 2025年1月21日サポートメンバーとして加入発表 のんふぃく！、i-COL、BLK LiLiY（くろゆり）と兼任 2025年6月10日サポート終了 |

## 在籍タイムライン
非正規メンバー期間の表示について、福丸うさはサポートメンバーとしての期間、華瀬まいはiLiFE!候補生在籍期間を示す。響羽リズ、こるねは在籍全期間にわたりサポートメンバー。

## 作品

### 楽曲
| 曲名                           | 作詞者                  | 作曲者                        | 編曲者      | MV公開日   | サブスク公開 |
| ------------------------------ | ----------------------- | ----------------------------- | ----------- | ---------- | ------------ |
| 星色トラベラー                 | 磯野涼                  | 磯野涼                        |             | 2020/06/16 | 公開         |
| sweet timer                    | kissssy                 | kissssy                       | kissssy     |            | 公開         |
| 初恋リバイバル                 | 磯野涼                  | 磯野涼                        | 磯野涼      |            | 公開         |
| Sleeping face                  | 桑原佑介                | 桑原佑介                      | 桑原佑介    |            | 公開         |
| Quest×Quest                    | 松尾昌樹・あおまふ      | 松尾昌樹                      |             |            | 公開         |
| Dokkoi!ロマンティック          | 西野将哉                | 西野将哉                      |             |            | 公開         |
| 黄昏サイクル                   | 磯野涼                  | 磯野涼                        |             | 2020/07/04 | 非公開       |
| 青春のパズルは埋まらない       | Momori                  | たっち                        | たっち      |            | 公開         |
| キラメキダイアリー             | 宮内椋太                | 宮内椋太                      | 宮内椋太    |            | 公開         |
| HUNGRY!!!                      | 磯野涼                  | 砂川優                        | 砂川優      |            | 公開         |
| むげんだいすき                 | koma’n                  | koma’n                        | koma’n      | 2021/08/08 | 公開         |
| 君セン！                       | 磯野涼                  | 磯野涼                        | 磯野涼      | 2021/12/14 | 公開         |
| 可変三連MIXをおぼえる歌        | Medansy                 | Medansy                       | Medansy     | 2022/03/26 | 公開         |
| Ride on                        |                         |                               |             |            | 非公開       |
| アイドルライフスターターパック | Medansy                 | Medansy                       | Medansy     | 2022/06/02 | 公開         |
| Hands Up!                      | 吉村 彰一               | 吉村 彰一                     |             | 2022/09/09 | 公開         |
| Shout of Joy                   | 桑原 佑介               | 桑原 佑介                     |             |            | 非公開       |
| ヒラリラリア                   | koma’n                  | koma’n                        | koma’n      | 2022/10/23 | 公開         |
| 会いにKiTE!                    | Medansy                 | Medansy                       | Medansy     | 2022/12/25 | 公開         |
| KiSEK!                         | Yuta.Uematsu/もにしなの | Yuta.Uematsu/Eve/コンノユウタ |             | 2023/02/14 | 非公開       |
| ころころガール                 | 西野将哉                | 西野将哉                      | 西野将哉    | 2023/04/09 | 公開         |
| ドラマチックミライ             | 宮内椋太                | 宮内椋太                      |             |            | 非公開       |
| ナイナイ恋煩い♡                | TOTEM HIM'S             | TOTEM HIM'S                   | TOTEM HIM'S | 2023/07/06 | 公開         |
| アイドルライフブースターパック | Medansy                 | Medansy                       | Medansy     | 2023/07/13 | 公開         |
| サイクロンライフ！             | Medansy                 | Medansy                       | Medansy     | 2023/09/25 | 公開         |
| のびしろグリッター             | Medansy                 | Medansy                       | Medansy     | 2023/12/29 | 公開         |
| キスハグ侵略者！               | Medansy                 | 西野将哉/Medansy              | 西野将哉    | 2024/03/10 | 公開         |
| #ラブコード                    | 匿名ゲルマ              | 匿名ゲルマ                    |             | 2024/04/06 | 公開         |
| ガンバッテンダー               | AMAMOGU                 | TOTEM HIM'S                   | TOTEM HIM'S | 2024/07/08 | 公開         |
| ライフステージ                 | Medansy                 | Medansy                       |             | 2024/8/20  | 公開         |
| デリバリサマー!!               | 宮内椋太                | 宮内椋太                      |             | 2024/08/31 | 非公開       |
| アイドルライフエクストラパック | Medansy                 | Medansy                       | Medansy     | 2024/11/22 | 公開         |
| メッセージ                     | AMAMOGU                 | AMAMOGU                       | AMAMOGU     |            | 公開         |
| LOML                           | タカ(ex.ミオヤマザキ)   | タカ(ex.ミオヤマザキ)         | 哲也        | 2025/04/01 | 公開         |
| くりてぃかる♡ぷりちー          | Medansy                 | Medansy                       | Medansy     | 2025/04/18 | 公開         |

### シングル
| #  | 発売日         | タイトル                       | 収録曲 | 備考     |
| -- | -------------- | ------------------------------ | --- | -------- |
| 1  | 2021年8月18日  | むげんだいすき                 | 1. むげんだいすき | 配信限定 |
| 2  | 2022年3月16日  | 君セン!                        | 1. 君セン! | 配信限定 |
| 3  | 2022年8月27日  | アイドルライフスターターパック | 1. アイドルライフスターターパック 2. 初恋リバイバル 3. ヒラリラリア                                                                               | 配信限定 |
| 4  | 2023年8月21日  | アイドルライフブースターパック | 1. アイドルライフブースターパック 2. ナイナイ恋煩い♡                                                                                              | 配信限定 |
| 5  | 2023年11月27日 | サイクロンライフ               | 1. サイクロンライフ 2. 会いにKiTE!(2023ver.) 3. アイドルライフスターターパック 4. アイドルライフブースターパック                                  | 配信限定 |
| 6  | 2024年4月17日  | #ラブコード                    | 1. #ラブコード | 配信限定 |
| 7  | 2024年4月24日  | のびしろグリッター             | 1. のびしろグリッター | 配信限定 |
| 8  | 2024年5月1日   | キスハグ侵略者!                | 1. キスハグ侵略者! | 配信限定 |
| 9  | 2025年3月28日  | みんなのあいす屋さん           | 1. i (あいすソロ曲) 2. みんなのあいす屋さん (あいすソロ曲) 3. 愛キョウ!最キョウ!逆キョウ上等! (あいすソロ曲) 4. 私はかわいいよ絶対 (あいすソロ曲) | 配信限定 |
| 10 | 2025年4月2日   | LOML                           | 1. LOML | 配信限定 |
| 11 | 2025年5月15日  | くりてぃかる♡ぷりちー          | 1. くりてぃかる♡ぷりちー | 配信限定 |

### アルバム
| # | 発売日        | タイトル                       | 収録曲 | 備考 |
| - | ------------- | ------------------------------ | --- | ---- |
| 1 | 2023年1月10日 | アイライフスターターパック     | 配信 1. 会いにKiTE! 2. ころころガール 3. 初恋リバイバル 4. アイドルライフスタータパック 5. 君セン! 6. Dokkoi!ロマンティック 7. むげんだいすき 8. ヒラリラリア 9. 星色トラベラー 10. キラメキダイアリー 11. sweet timer 12. HUNGRY!!! 13. Quest×Quest 14. Sleeping face 15. Hands Up! 16. 青春のパズルは埋まらない ＣＤ TypeA～TypeHの8種類がリリースされている。 6曲目まで同一内容となり7曲目のみ異なる。 TypeA 集合盤 QARF-51022 1. 会いにKiTE! 2. アイドルライフスターターパック 3. 初恋リバイバル 4. ヒラリラリア 5. むげんだいすき 6. Hands Up! 7. ころころガール TypeB 心花りり盤 QARF-51023 7曲目 sweet timer TypeC 甘音ゆあ盤 QARF-51024 7曲目 Sleeping Face TypeD 深月らむ盤 QARF-51025 7曲目 キラメキダイアリー TypeE 天羽しおり盤 QARF-51026 7曲目 星色トラベラー TypeF 有栖るな盤 QARF-51027 7曲目 Quest×Quest TypeG 向日えな盤 QARF-51028 7曲目 Dokkoi!ロマンティック TypeH あいす盤 QARF-51029 7曲目 君セン！ |      |
| 2 | 2025年4月30日 | アイドルライフエクストラパック | 配信 1. アイドルライフエクストラパック 2. ガンバッテンダー 3. メッセージ 4. ライフステージ 5. 会いにKiTE!(2025ver.) 6. アイドルライフスターターパック 7. アイドルライフブースターパック 8. サイクロンライフ! 9. #ラブコード 10. 初恋リバイラル 11. ヒラリラリア 12. 星色トラベラー 13. 君セン! 14. ころころガール 15. キスハグ侵略者! 16. ナイナイ恋煩い♡ 17. 青春のパズルは埋まらない 18. sweet timer |      |